# Africa Cup 2010
L’Africa Cup 2010 (in inglese 2010 Africa Cup ; in francese Coupe d'Afrique 2010), fu la 10ª edizione dell'Africa Cup, torneo continentale di rugby a 15 organizzato dalla Confédération africaine de rugby.
Il torneo fu organizzato su tre gruppi costituiti da quattro squadre nazionali ciascuno, in base alla vicinanza geografica, con incontri ad eliminazione diretta sul modello di semifinali e finali per 1º e 3º posto. Alla fase finale avrebbero partecipato quattro formazioni: le tre vittoriose dei propri raggruppamenti e la migliore finalista di essi.
I gruppi A e C videro primeggiare rispettivamente Marocco e Zimbabwe, mentre il gruppo B non venne disputato a causa del ritiro di Kenya, Namibia e Uganda che decretarono automaticamente il passaggio del turno in favore del Camerun; fu invece il Madagascar ad approdare come quarta selezione.
La fase finale prevista in Marocco fu inizialmente posticipata a tempo indeterminato causa ritiro da parte della Federazione marocchina e successivamente annullata per motivi finanziari dopo che il Madagascar si candidò per ospitare l'evento.

## Squadre partecipanti
| Gruppo A       | Gruppo B | Gruppo C   |
| -------------- | -------- | ---------- |
| Costa d'Avorio | Camerun  | Botswana   |
| Marocco        | Kenya    | Madagascar |
| Tunisia        | Namibia  | Zambia     |
| Senegal        | Uganda   | Zimbabwe   |

## Prima fase

### Gruppo A
|  | Semifinali     | Semifinali     | Semifinali |         |         | Finale          | Finale          | Finale          |  |
|  |                |                |            |         |         |                 |                 |                 |  |
|  | Marocco        | Marocco        | 60         |         |         |                 |                 |                 |  |
|  | Marocco        | Marocco        | 60         |         |         |                 |                 |                 |  |
|  | Costa d'Avorio | Costa d'Avorio | 3          |         |         |                 |                 |                 |  |
|  | Costa d'Avorio | Costa d'Avorio | 3          |         | Tunisia | Tunisia         | 6               |                 |  |
|  |                |                |            |         | Tunisia | Tunisia         | 6               |                 |  |
|  |                |                | Marocco    | Marocco | 29      |                 |                 |                 |  |
|  | Tunisia        | Tunisia        | Marocco    | Marocco | 29      | 12              |                 |                 |  |
|  | Tunisia        | Tunisia        |            |         |         | 12              |                 |                 |  |
|  | Senegal        | Senegal        | 11         |         |         | Finale 3º posto | Finale 3º posto | Finale 3º posto |  |
|  | Senegal        | Senegal        | 11         |         |         |                 |                 |                 |  |
|  |                |                |            |         |         |                 |                 |                 |  |
|  |                |                |            |         |         | Senegal         | Senegal         | 21              |  |
|  |                |                |            |         |         | Senegal         | Senegal         | 21              |  |
|  |                |                |            |         |         | Costa d'Avorio  | Costa d'Avorio  | 6               |  |

### Gruppo B
Originariamente previsto a Yaoundé fra Camerun, Kenya, Namibia e Uganda, non fu disputato; il Camerun venne ammesso alla fase finale.

### Gruppo C
|  | Semifinali | Semifinali | Semifinali |            |          | Finale          | Finale          | Finale          |  |
|  |            |            |            |            |          |                 |                 |                 |  |
|  | Zimbabwe   | Zimbabwe   | 87         |            |          |                 |                 |                 |  |
|  | Zimbabwe   | Zimbabwe   | 87         |            |          |                 |                 |                 |  |
|  | Botswana   | Botswana   | 10         |            |          |                 |                 |                 |  |
|  | Botswana   | Botswana   | 10         |            | Zimbabwe | Zimbabwe        | 28              |                 |  |
|  |            |            |            |            | Zimbabwe | Zimbabwe        | 28              |                 |  |
|  |            |            | Madagascar | Madagascar | 22       |                 |                 |                 |  |
|  | Madagascar | Madagascar | Madagascar | Madagascar | 22       | 36              |                 |                 |  |
|  | Madagascar | Madagascar |            |            |          | 36              |                 |                 |  |
|  | Zambia     | Zambia     | 18         |            |          | Finale 3º posto | Finale 3º posto | Finale 3º posto |  |
|  | Zambia     | Zambia     | 18         |            |          |                 |                 |                 |  |
|  |            |            |            |            |          |                 |                 |                 |  |
|  |            |            |            |            |          | Zambia          | Zambia          | 27              |  |
|  |            |            |            |            |          | Zambia          | Zambia          | 27              |  |
|  |            |            |            |            |          | Botswana        | Botswana        | 14              |  |

## Fase finale
Originariamente prevista in Marocco fra Camerun, Madagascar, Marocco e Zimbabwe, non fu mai disputata.